# Clara-Zetkin-Straße 15 (Demmin)

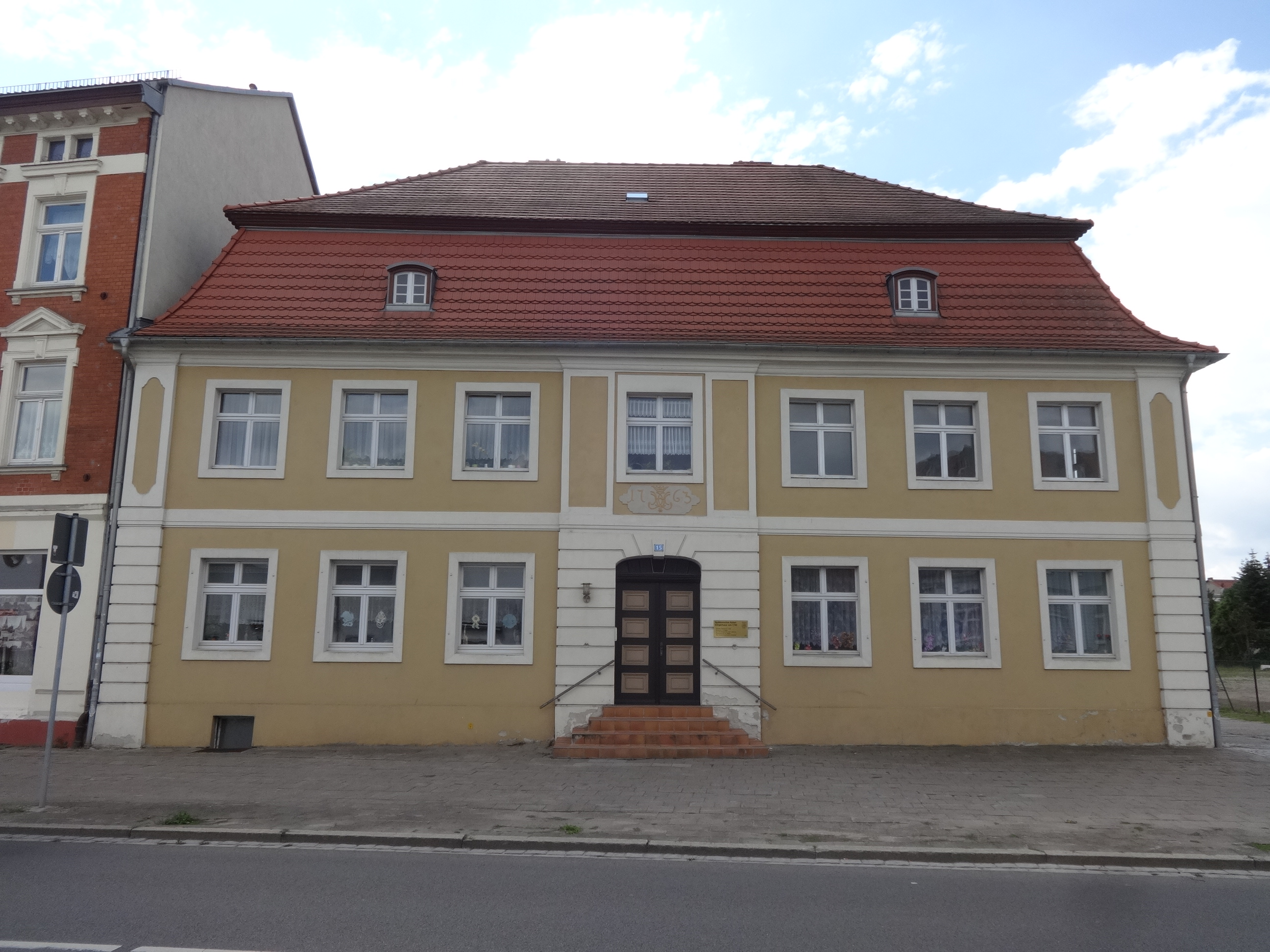
Eichblattscher Hof

Das Wohnhaus Clara-Zetkin-Straße 15, östlich des August-Bebel-Platzes, ist ein denkmalgeschütztes Gebäude in der Hansestadt Demmin in Mecklenburg-Vorpommern.

## Geschichte
Das zweigeschossige siebenachsige verputzte barocke Haus von 1763 mit einem Mansarddach war als Eichblattscher Hof über mehrere Generationen im Besitz der Ackerbürgerfamilie Eichblatt. Es gilt als das älteste Gebäude in der Anklamer Vorstadt.
Im Untergeschoss sind mittig zu einem bienenkorbförmigen Aufgang je drei, im darüber liegenden Geschoss sieben rechteckige Fenster verbaut. Die Ecken des Bauwerks wurden im unteren Geschoss mit einem Quaderputz genutet, im Obergeschoss durch eine Blende hervorgehoben. Die beiden Geschosse heben sich zusätzlich durch ein Gesims voneinander ab. Das Krüppelwalmdach ist mit rotem Biberschwanz gedeckt.